# NGC 1530
NGC 1530 je galaksija u zviježđu Žirafi.

## Vanjske poveznice
- SEDS: NGC 1530